# 용주 최씨
용주 최씨(龍州崔氏)는 경상남도 합천군 용주면을 본관으로 하는 한국의 성씨이다. 시조는 고려에서 부호장을 지낸 최광(崔光)이다.

## 참고 자료
- “용주최씨(龍州崔氏)”. 뿌리를 찾아서.[깨진 링크(과거 내용 찾기)]